# Pyraustinae
Pyraustinae es una numerosa subfamilia de lepidópteros de la familia Crambidae. Incluye 1400 especies. La mayoría son tropicales con unas en regiones templadas de Norteamérica y Europa.
Originalmente incluían a Spilomelinae como una tribu Spilomelini; la más numerosa dentro de Pyraustina. La taxonomía de Pyraustinae aun no está perfectamente clara. Pero es posible que el número de especies siga creciendo a pesar de la pérdida de su grupo más numeroso, Spilomelinae.
Las opiniones de los taxónomos varían. Originalmente Pyraustinae estaba ubicada dentro de Pyralidae, pero ahora se la considera una subfamilia de Crambidae.
Se caracterizan por espínulas atrofiadas y una vénula en el órgano timpánico; un surco longitudinal con escamas androconiales en las tibias de las patas mesotorácicas del macho.
Muchas especies tienen larvas que barrenan los tallos y frutas de plantas. Algunos son plagas graves, especialmente los del género Ostrinia.

## Ciclo vital
Ciclo vital de Saucrobotys futilalis

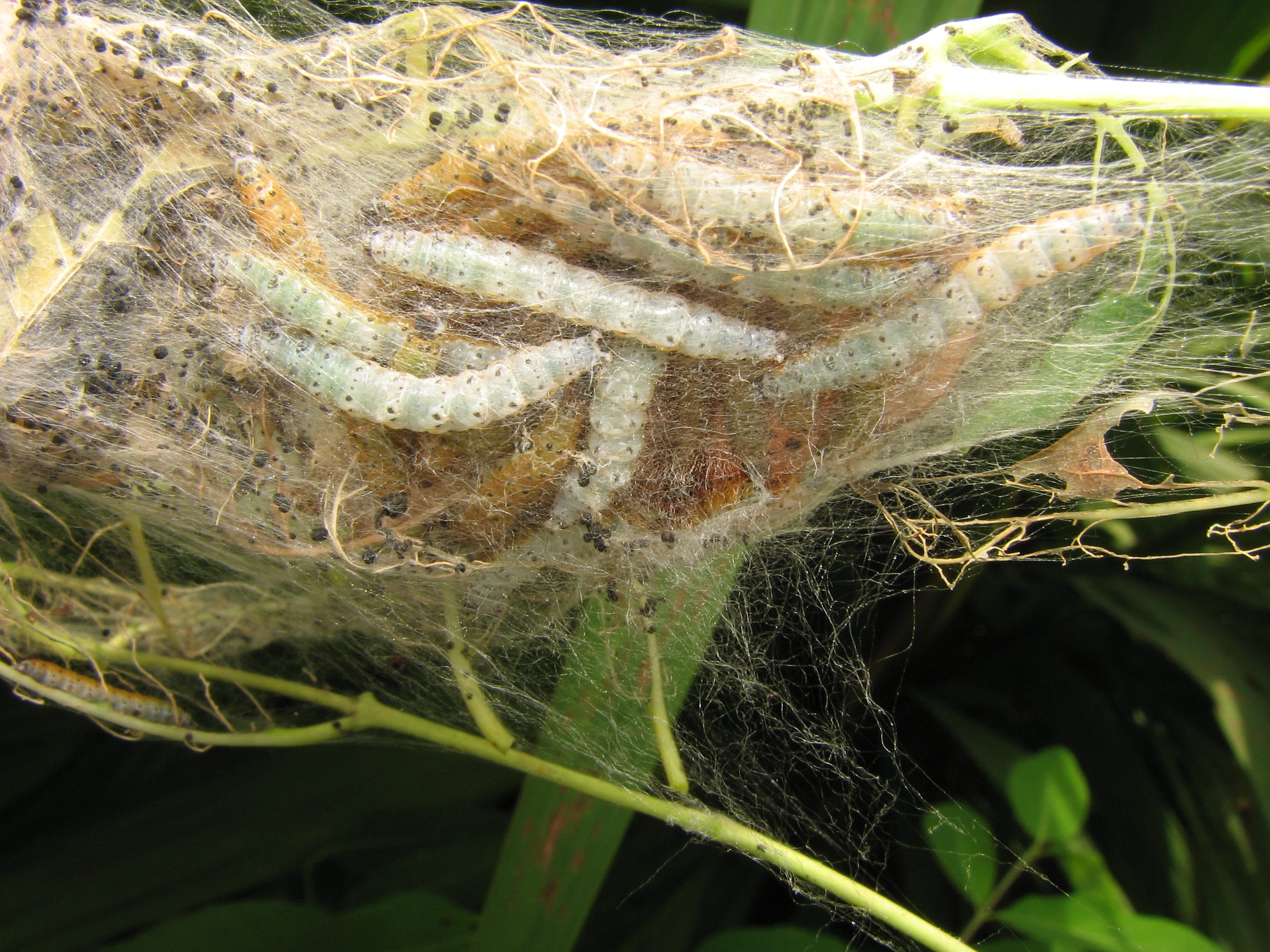
Larvas en nido de seda
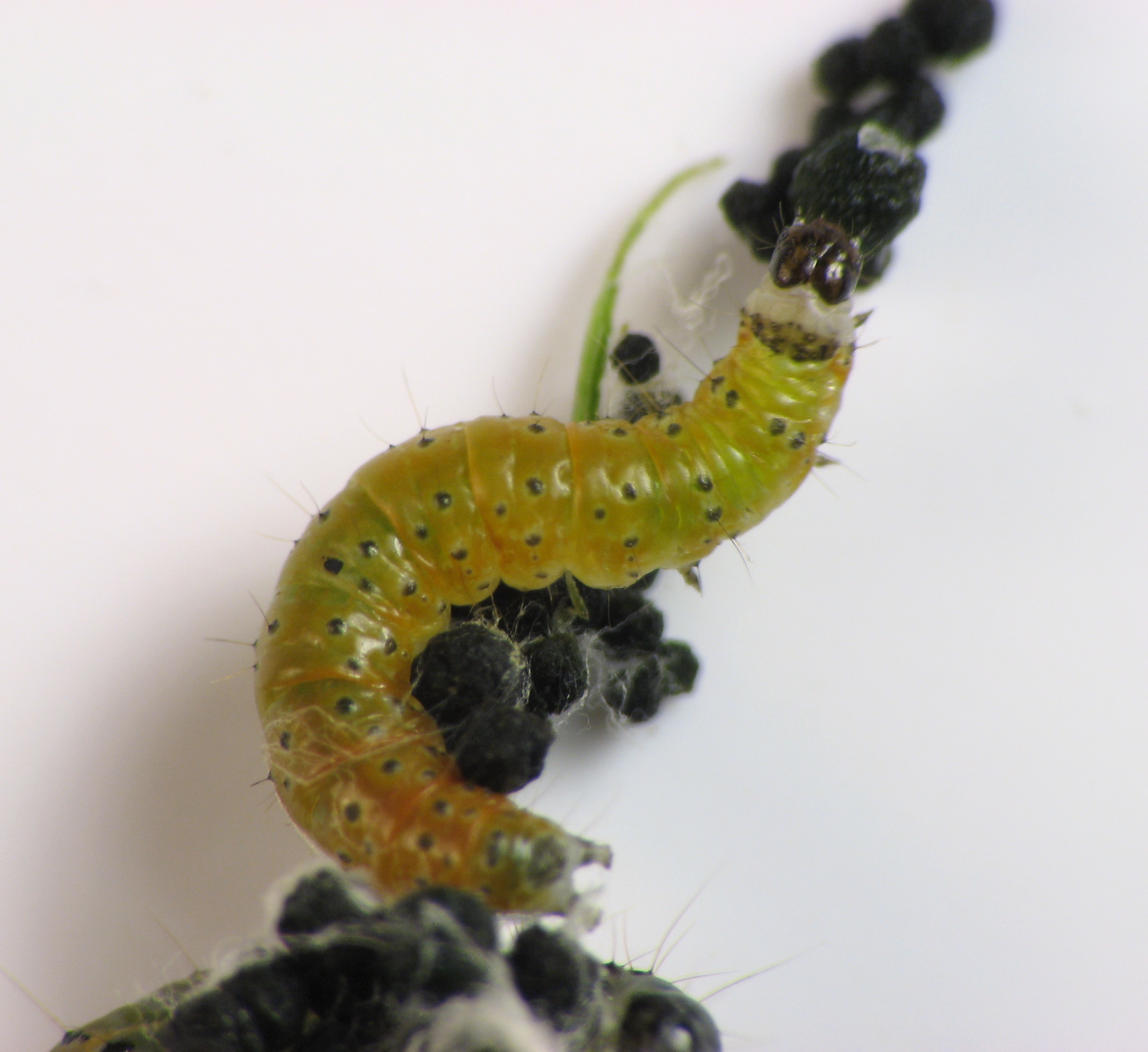
Larva
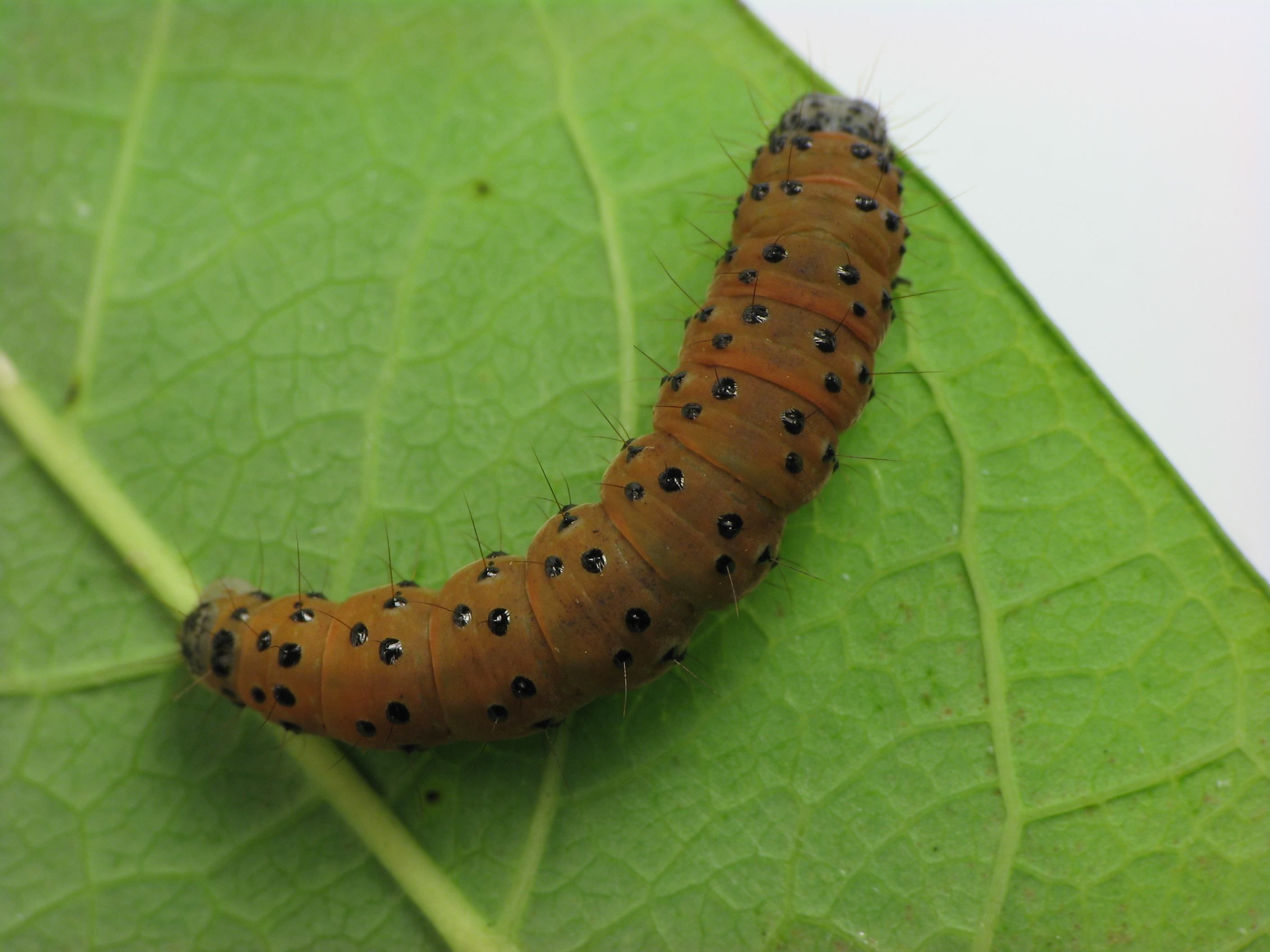
Larva, último estadio
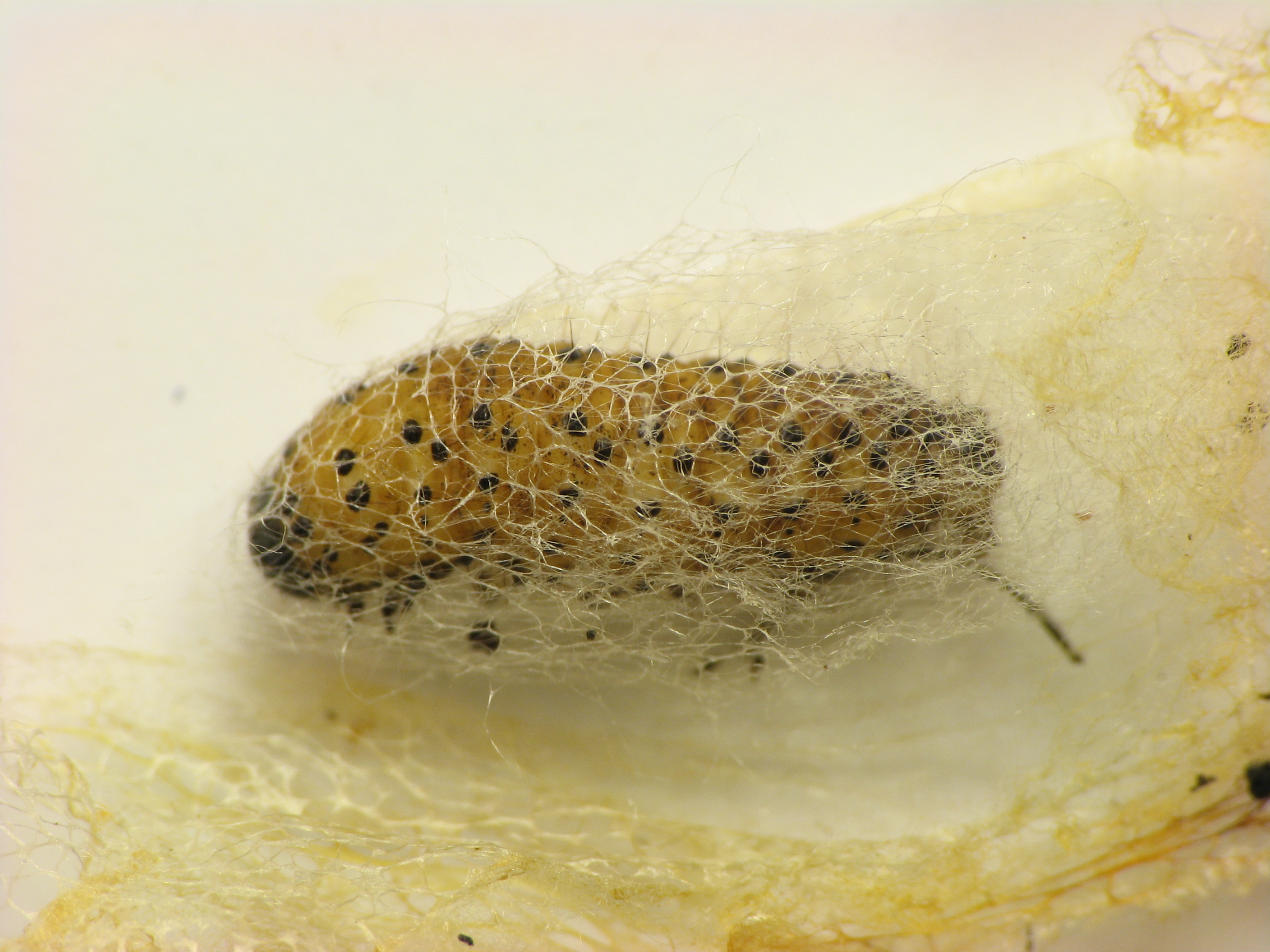
Prepupa hilando el capullo
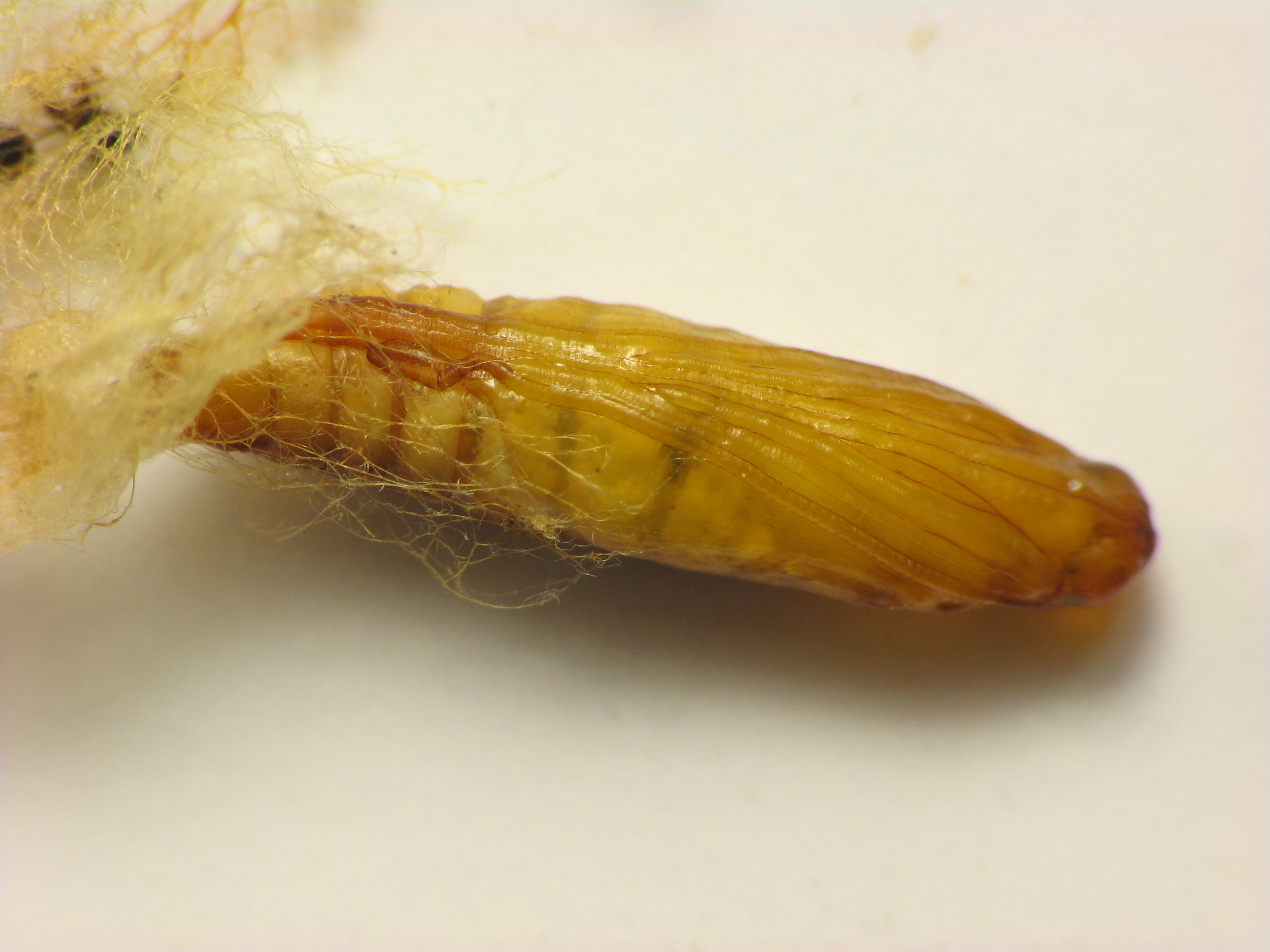
Pupa
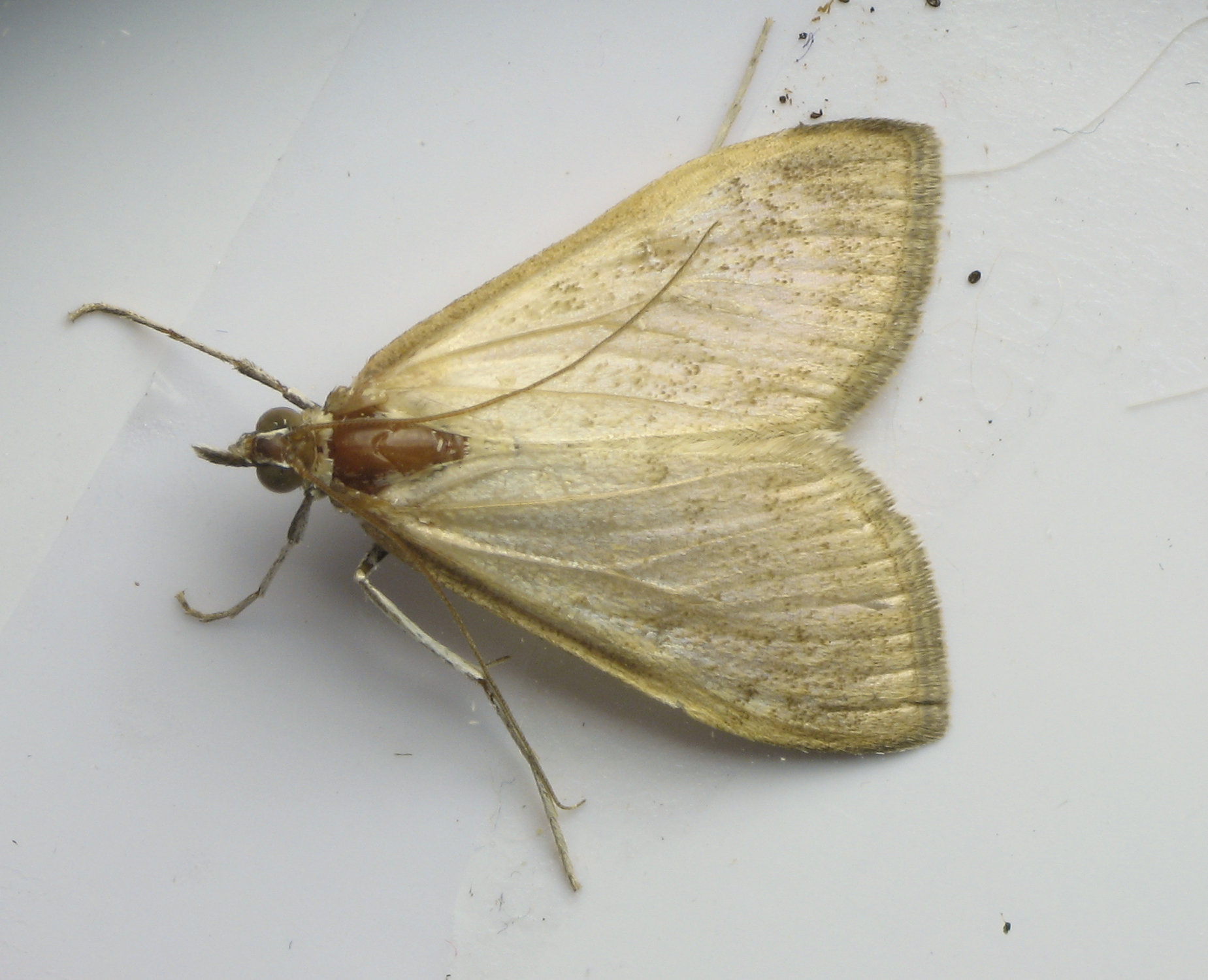
Adulto

## Taxonomía
- Acellalis Pagenstecher, 1884

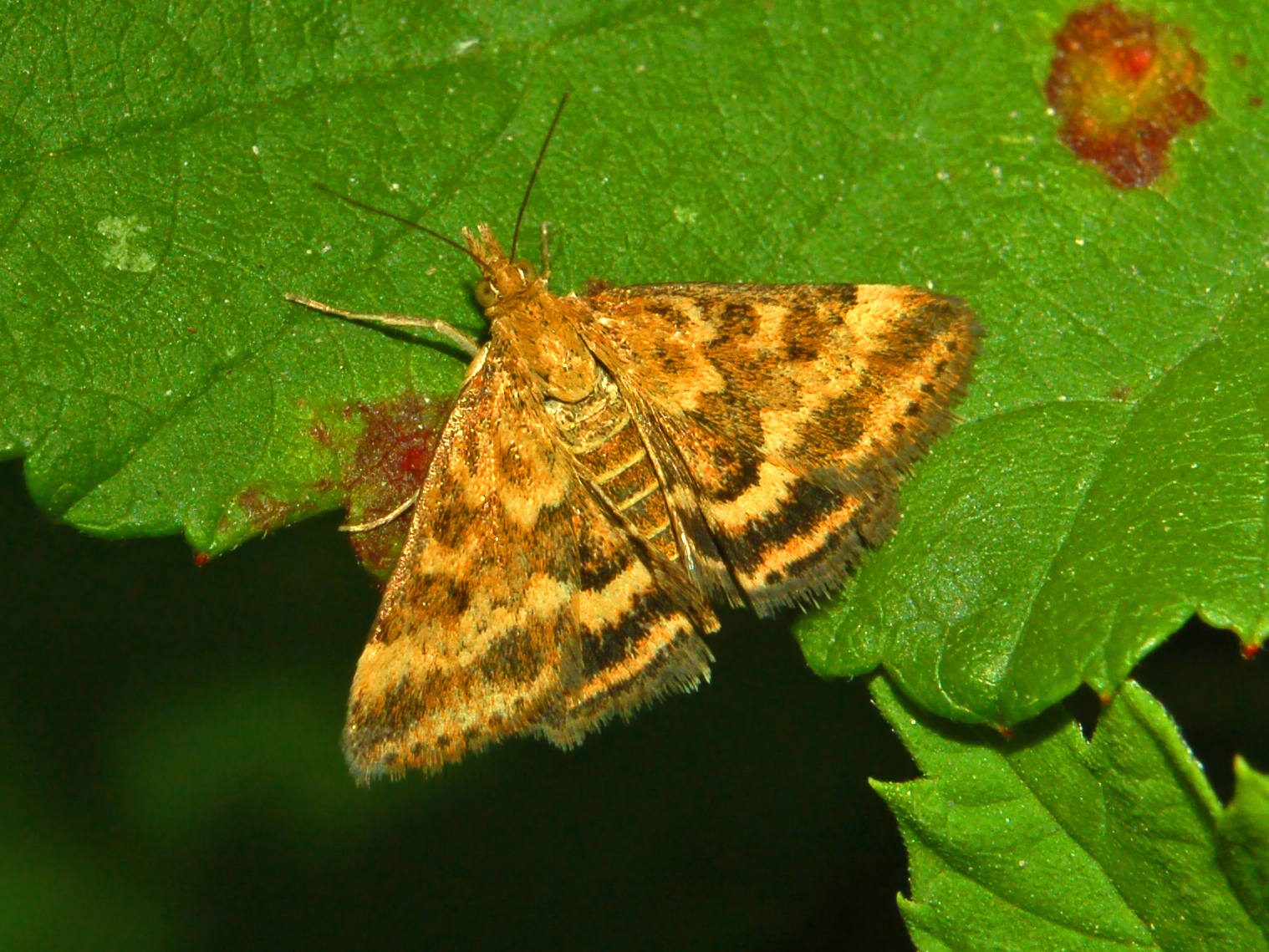
Pyrausta despicata

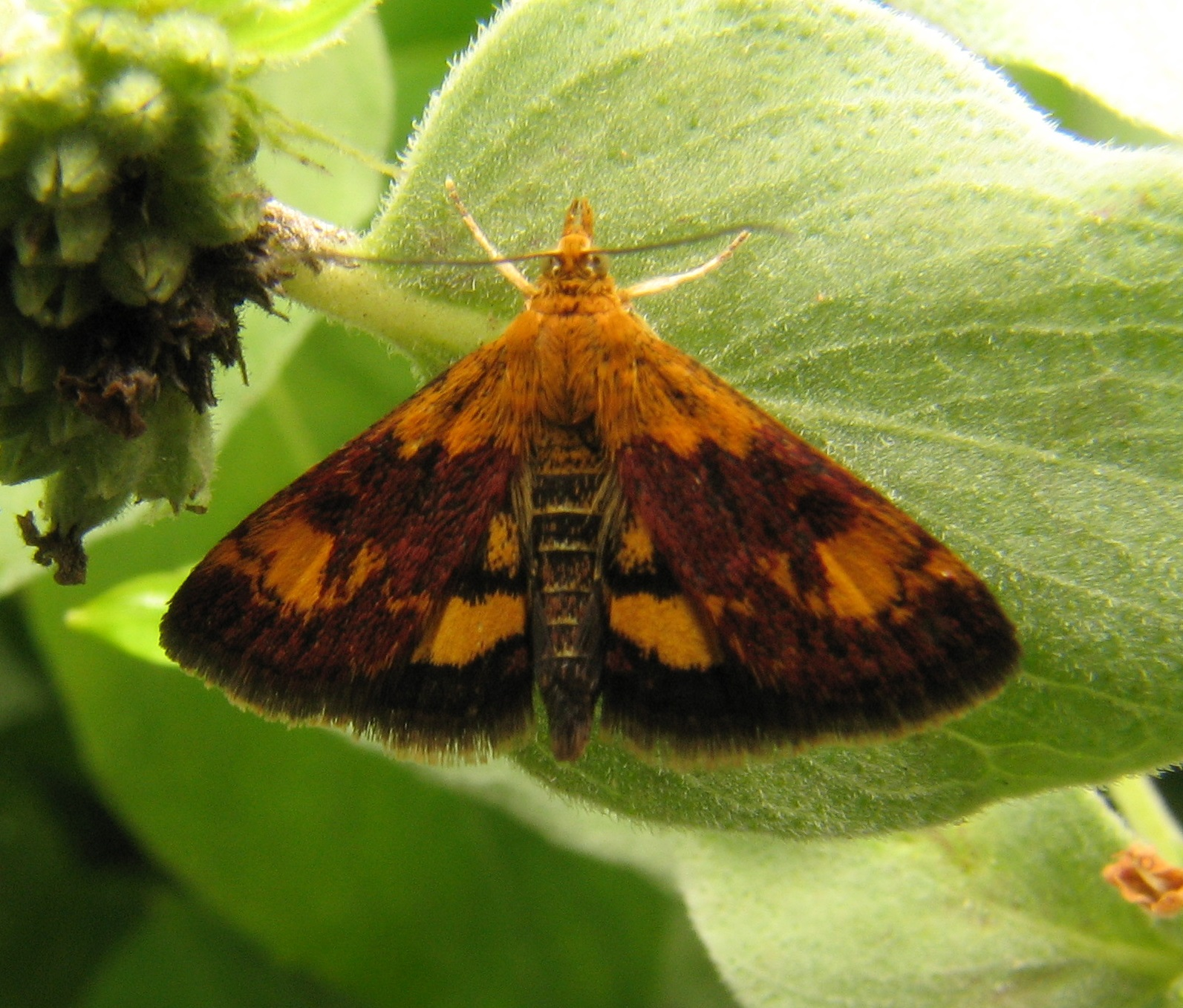
Pyrausta orphisalis

- Achyra Guenée, 1849 (= Achiria Sherborn, 1932, Achyria Sherborn, 1932, Dosara Walker, 1859, Eurycreon Lederer, 1863, Tritaea Meyrick, 1884)
- Acropentias Meyrick, 1890
- Adoxobotys Munroe, 1978
- Aeolosma Meyrick, 1938
- Aglaops Warren, 1892 (= Xanthopsamma Munroe & Mutuura, 1968)
- Ametrea Munroe, 1964
- Anamalaia Munroe & Mutuura, 1969
- Anania Hübner, 1823 (= Algedonia Lederer, 1863, Mutuuraia Munroe, 1976, Nealgedonia Munroe, 1976, Ametasia M. O. Martin, 1986, Ebulea Doubleday, 1849, Ennychia Treitschke, 1828, Ennichia Duponchel, 1833, Ethiobotys Maes, 1997, Eurrhypara Hübner, 1825, Palpita Hübner, 1806, Proteurrhypara Munroe & Mutuura, 1969, Opsibotys Warren, 1890, Perinephela Hübner, 1825, Perinephele Hübner, 1826, Perinephila Hampson, 1897, Phlyctaenia Hübner, 1825, Polyctaenia Hübner, 1826, Pronomis Munroe & Mutuura, 1968, Tenerobotys Munroe & Mutuura, 1971, Trichovalva Amsel, 1956, Udonomeiga Mutuura, 1954)
- Ancyloptila Meyrick, 1889
- Aplectropus Hampson in Walsingham & Hampson, 1896
- Aponia Munroe, 1964
- Arenochroa Munroe, 1976
- Arunamalaia Rose & Kirti, 1987
- Asphadastis Meyrick, 1934
- Atomoclostis Meyrick, 1934
- Aulacoptera Hampson, 1896 (= Aulacophora Swinhoe, 1895; preoccupied by Aulacophora Dejean, 1835)
- Aurorobotys Munroe & Mutuura, 1971
- Authaeretis Meyrick, 1886 (= Anthaeretis Carus, 1887)
- Auxolophotis Meyrick, 1933
- Betousa Walker, 1865 (= Neothyris Warren, 1899)
- Burathema Walker, 1863
- Calamochrous Lederer, 1863 (= Calamochrosta Lederer, 1863)
- Callibotys Munroe & Mutuura, 1969
- Capparidia Dumont, 1931
- Carminibotys Munroe & Mutuura, 1971
- Catapsephis Hampson, 1899
- Ceuthobotys Munroe, 1978
- Charitoprepes Warren, 1896
- Cheloterma Meyrick, 1933
- Chilochroma Amsel, 1956
- Chilocorsia Munroe, 1964
- Chilopionea Munroe, 1964
- Chobera Moore, 1888
- Circobotys Butler, 1879
- Cnaphalocrocis Lederer, 1863
- Clatrodes Marion & Viette, 1953
- Coelobathra Turner, 1908
- Coptobasoides Janse, 1935
- Crocidophora Lederer, 1863 (= Crocidosema Lederer, 1863, Monocrocis Warren, 1895)
- Crypsiptya Meyrick, 1894 (= Coclebotys Munroe & Mutuura, 1969)
- Cryptosara E. L. Martin, 1956
- Cybalobotys Maes, 2001
- Cyclarcha Swinhoe, 1894
- Daulia Walker, 1859 (= Girtexta Swinhoe, 1890)
- Daunabotys Maes, 2004
- Decelia Snellen, 1880
- Deltobotys Munroe, 1964
- Demobotys Munroe & Mutuura, 1969
- Deuterophysa Warren, 1889 (= Gonopionea Hampson, 1913)
- Discothyris Warren, 1895
- Drachma Bryk, 1913
- Ecpyrrhorrhoe Hübner, 1825 (= Ecpyrrhorrhoa J. L. R. Agassiz, 1846, Ecpyrrhorrhoea Hübner, 1826, Harpadispar Agenjo, 1952, Pyraustegia Marion, 1963, Yezobotys Munroe & Mutuura, 1969)
- Elosita Snellen, 1899
- Emphylica Turner, 1913
- Endographis Meyrick, 1894
- Endotrichella Collins, 1962 (= Endotrichodes Hampson, 1919)
- Ennomosia Amsel, 1956
- Enyocera Snellen, 1880
- Epicorsia Hübner, 1818 (= Episcorsia Hübner, 1826)
- Epiecia Walker, 1866
- Epiparbattia Caradja, 1925
- Eporidia Walker, 1859 (= Eporedia Walker, 1859)
- Eretmopteryx Saalmüller, 1884
- Erinothus Hampson, 1899
- Euclasta Lederer, 1855 (= Ilurgia Walker, 1859, Proteuclasta Munroe, 1958)
- Eumaragma Meyrick, 1933
- Eumorphobotys Munroe & Mutuura, 1969
- Euphyciodes Marion, 1954
- Eustenia Snellen, 1899
- Exeristis Meyrick, 1886
- Fumibotys Munroe, 1976
- Furcivena Hampson, 1896
- Glaucoda Karsch, 1900
- Glyphidomarptis Meyrick, 1936
- Gnamptorhiza Warren, 1896
- Gynenomis Munroe & Mutuura, 1968
- Gyptitia Snellen, 1883
- Hahncappsia Munroe, 1976
- Helvibotys Munroe, 1976
- Heterocnephes Lederer, 1863
- Hutuna Whalley, 1962
- Hyalea Guenée, 1854
- Hyalobathra Meyrick, 1885 (= Leucocraspeda Warren, 1890)
- Hyalorista Warren, 1892 (= Pyraustopsis Amsel, 1956)
- Hymenia Hübner, 1825 (= Zinckenia Zeller, 1852)
- Hyperectis Meyrick, 1904
- Hyphercyna Sauber, 1899
- Idiusia Warren, 1896
- Ischnoscopa Meyrick, 1894
- Ismene Savigny, 1816
- Isocentris Meyrick, 1887
- Lampridia Snellen, 1880
- Lamprophaia Caradja, 1925
- Lepidoplaga Warren, 1895
- Leptosophista Meyrick, 1938
- Leucophotis Butler, 1886
- Limbobotys Munroe & Mutuura, 1970
- Lirabotys J. C. Shaffer & Munroe, 2007
- Lotanga Moore, 1886
- Loxoneptera Hampson, 1896
- Loxostege Hübner, 1825 (= Boreophila Duponchel, 1845, Cosmocreon Warren, 1892, Leimonia Hübner, 1825, Limonia J. L. R. Agassiz, 1847, Margaritia Stephens, 1827, Parasitochroa Hannemann, 1964, Maroa Barnes & McDunnough, 1914, Meridiophila Marion, 1963, Polingia Barnes & McDunnough, 1914)
- Lumenia de Joannis, 1929
- Mabra Moore, 1885 (= Streptobela Turner, 1937)
- Macrospectrodes Warren, 1896
- Massepha Walker, 1859
- Megatarsodes Marion, 1954
- Metaprotus Hampson, 1899
- Metasiodes Meyrick, 1894
- Mimasarta Ragonot, 1894
- Mimetebulea Munroe & Mutuura, 1968
- Monocoptopera Hampson, 1899
- Monodonta Kenrick, 1907
- Munroeodes Amsel, 1957 (= Munroeia Amsel, 1954)
- Nacoleiopsis Matsumura, 1925
- Nagiella Munroe, 1976 (= Nagia Walker, 1866)
- Nankogobinda Rose & Singh-Kirti, 1986
- Nascia J. Curtis, 1835
- Neadeloides Klima, 1939 (= Adeloides Warren, 1892)
- Neasarta Hampson, 1908
- Neoepicorsia Munroe, 1964
- Neohelvibotys Munroe, 1976
- Nephelobotys Munroe & Mutuura, 1970
- Nephelolychnis Meyrick, 1933
- Nevrina Guenée, 1854 (= Neurina Moore, 1886)
- Niphostola Hampson, 1896
- Nomis Motschulsky, 1861
- Nymphulosis Amsel, 1959
- Oenobotys Munroe, 1976
- Oligocentris Hampson, 1896
- Oronomis Munroe & Mutuura, 1968
- Ostrinia Hübner, 1825 (= Eupolemarcha Meyrick, 1937, Micractis Warren, 1892, Zeaphagus Agenjo, 1952)
- Pagyda Walker, 1859
- Palepicorsia Maes, 1995
- Paliga Moore, 1886 (= Eutectona Wang & Sung, 1980)
- Palpusia Amsel, 1956
- Paracentristis Meyrick, 1934
- Paracorsia Marion, 1959
- Paranomis Munroe & Mutuura, 1968
- Paratalanta Meyrick, 1890 (= Microstega Meyrick, 1890)
- Parbattia Moore, 1888
- Paschiodes Hampson, 1913
- Patissodes Hampson, 1919
- Peribona Snellen, 1895 (= Radiorista Warren, 1896)
- Perispasta Zeller, 1875
- Piletosoma Hampson, 1899
- Pimelephila Tams, 1930
- Pioneabathra J. C. Shaffer & Munroe, 2007
- Placosaris Meyrick, 1897 (= Xanthelectris Meyrick, 1938)
- Plantegumia Amsel, 1956
- Platytesis Hampson, 1919
- Pleonectoides Hampson, 1891
- Portentomorpha Amsel, 1956 (= Apoecetes Munroe, 1956)
- Powysia Maes, 2006
- Preneopogon Warren, 1896
- Proconica Hampson, 1899
- Prodasycnemis Warren, 1892
- Prodelophanes Meyrick, 1937
- Protepicorsia Munroe, 1964
- Protinopalpa Strand, 1911
- Prototyla Meyrick, 1933
- Psammotis Hübner, 1825 (= Lemia Duponchel, 1845, Lemiodes Guenée, 1854, Psamotis Hübner, 1825)
- Pseudebulea Butler, 1881
- Pseudepicorsia Munroe, 1964
- Pseudopagyda Slamka, 2013
- Pseudopolygrammodes Munroe & Mutuura, 1969
- Pseudopyrausta Amsel, 1956
- Ptiladarcha Meyrick, 1933
- Pyralausta Hampson, 1913
- Pyrasia M. O. Martin, 1986
- Pyrausta Schrank, 1802 (= Aplographe Warren, 1892, Autocosmia Warren, 1892, Botys Latreille, 1802, Botis Swainson, [1821], Ostreophena Sodoffsky, 1837, Ostreophana Sodoffsky, 1837, Botis J. L. R. Agassiz, 1847, Heliaca Hübner, 1806, Cindaphia Lederer, 1863, Haematia Hübner, 1818, Heliaca Hübner, 1822, Heliaca Hübner, 1818, Heliaca Hübner, 1808, Herbula Guenée, 1854, Hyaloscia Dognin, 1908, Mardinia Amsel, 1952, Panstegia Hübner, 1825, Perilypa Hübner, 1825, Porphyritis Hübner, 1825, Proteroeca Meyrick, 1884, Pyrausta Hübner, 1825, Anthocrypta Warren, 1892, Pyraustes Billberg, 1820, Sciorista Warren, 1890, Rattana Rose & Pajni, 1979, Syllythria Hübner, 1825, Rhodaria Guenée, 1845, Synchromia Guenée, 1854, Tholeria Hübner, 1823, Trigonuncus Amsel, 1952)
- Pyraustimorpha Kocak & Seven, 1995
- Radessa Munroe, 1977
- Ravanoa Moore, 1885
- Rhectocraspeda Warren, 1892 (= Pilemia Möschler, 1882, Rapoona Hedemann, 1894, Rapona Schaus, 1940)
- Rhynchetria Klunder van Gijen, 1913
- Rodaba Moore, 1888
- Sarabotys Munroe, 1964
- Saucrobotys Munroe, 1976
- Sclerocona Meyrick, 1890
- Semniomima Warren, 1892
- Sericoplaga Warren, 1892
- Sinibotys Munroe & Mutuura, 1969
- Sisyracera Möschler, 1890 (= Araschnopsis Amsel, 1956)
- Sitochroa Hübner, 1825 (= Spilodes Guenée, 1849)
- Stenochora Warren, 1892
- Tabidia Snellen, 1880
- Tangla Swinhoe, 1900
- Tasenia Snellen, 1901
- Thivolleo Maes, 2006
- Thliptoceras Warren in Swinhoe, 1890 (= Mimocomma Warren, 1895, Parudea Swinhoe, 1900, Polychorista Warren, 1896)
- Thysanodesma Butler, 1889
- Tipuliforma Kenrick, 1907
- Tirsa J. F. G. Clarke, 1971
- Togabotys Yamanaka, 1978
- Toxobotys Munroe & Mutuura, 1968
- Trichoceraea Sauber in Semper, 1902
- Trigamozeucta Meyrick, 1937
- Trithyris Lederer, 1863
- Triuncidia Munroe, 1976
- Uncobotyodes Kirti & Rose, 1990
- Uresiphita Hübner, 1825 (= Mecyna Guenée, 1854, Uresiphoeta J. L. R. Agassiz, 1847)
- Vittabotys Munroe & Mutuura, 1970
- Xanthomelaena Hampson, 1896 (= Xanthomelaina Swinhoe, 1904)
- Xanthostege Munroe, 1976

Algunos Pyraloidea aun no se han ubicado definitavemnte en una tribu o aun familia; entre estos Tanaobela por ejemplo, es posible que termine siendo asignado a Pyraustinae.

## Géneros obsoletos
- Aediodina Strand, 1919
- Cavifrons Zeller, 1872
- Cryptographis Lederer, 1863
- Haplochytis Meyrick, 1933
- Orocala Walker, 1866
- Protinopalpella Strand, 1911